# Junonia
A Junonia a rovarok (Insecta) osztályának lepkék (Lepidoptera) rendjébe, ezen belül a tarkalepkefélék (Nymphalidae) családjába tartozó nem.

## Rendszerezés
A nembe az alábbi 33 faj tartozik:
- Junonia adulatrix (Fruhstorfer, 1903)
- Junonia africana (Richelmann, 1913)
- Junonia almana (Linnaeus, 1758)
- Junonia ansorgei (Rothschild, 1899)
- Junonia artaxia Hewitson, 1864
- Junonia atlites (Linnaeus, 1763)
- Junonia chorimene (Guérin-Méneville, [1844])
- Junonia coenia Hübner, [1822]
- Junonia cymodoce (Cramer, [1777])
- Junonia erigone (Cramer, [1775])
- Junonia evarete (Cramer, [1779]) – típusfaj
- Junonia genoveva (Cramer, [1780])
- Junonia goudotii (Boisduval, 1833)
- Junonia gregorii Butler, [1896]
- Junonia hadrope Doubleday, [1847]
- Junonia hedonia (Linnaeus, 1764)
- Junonia hierta (Fabricius, 1798)
- Junonia intermedia (C. & R. Felder, [1867])
- Junonia iphita (Cramer, [1779])
- Junonia lemonias (Linnaeus, 1758)
- Junonia natalica (Felder, 1860)
- Junonia oenone (Linnaeus, 1758)
- Junonia orithya (Linnaeus, 1758)
- Junonia rhadama (Boisduval, 1833)
- Junonia schmiedeli (Fiedler, 1920)
- Junonia sophia (Fabricius, 1793)
- Junonia stygia (Aurivillius, 1894)
- Junonia terea (Druce, 1773)
- Junonia timorensis Wallace, 1869
- Junonia touhilimasa Vuillot, 1892
- Junonia vestina C. & R. Felder, [1867]
- Junonia villida (Fabricius, 1787)
- Junonia westermanni Westwood, 1870

### Rendszertani eltérések
Az afrikai J. ansorgei és J. cymodoce nevű lepkéket, korábban az ázsiai elterjedésű Kallima lepkenembe sorolták. Egyes rendszerezők, ahelyett, hogy a szóban forgó nembe helyeznék e két fajt, inkább a még el nem fogadott Kamilla nembe helyezik.
A korábban idesorolt Junonia cytora lepkét, újabban a Protogoniomorpha lepkenembe helyezték át, Protogoniomorpha cytora névvel; de ezzel nem mindenki ért egyet.
A korábban idesorolt Junonia tugela lepkét újabban a Precis lepkenembe helyezték át, Precis tugela névvel.

## Fordítás
- Ez a szócikk részben vagy egészben  a   Junonia című angol Wikipédia-szócikk ezen változatának fordításán alapul.  Az eredeti cikk szerkesztőit annak laptörténete sorolja fel. Ez a jelzés csupán a megfogalmazás eredetét és a szerzői jogokat jelzi, nem szolgál a cikkben szereplő információk forrásmegjelöléseként.